# 13963 Euphrates
13963 Euphrates è un asteroide della fascia principale. Scoperto nel 1991, presenta un'orbita caratterizzata da un semiasse maggiore pari a 3,3250275 UA e da un'eccentricità di 0,2587866, inclinata di 0,93528° rispetto all'eclittica.